# لوک فورد (نویسنده)
لوک فورد (انگلیسی: Luke Ford؛ زادهٔ ۲۸ مهٔ ۱۹۶۶) نویسنده استرالیایی، آمریکایی است. فورد اقتصاد را در دانشگاه کالیفرنیا، لس آنجلس تحصیل کرد اما فارغ‌التحصیل نشد. در عوض، او به عنوان یک روزنامه‌نگار تحقیقاتی برای روزنامه‌های جنوب کالیفرنیا و در یک ایستگاه رادیویی کار می‌کرد. در سال ۱۹۹۵، او با فقدان پوشش روزنامه‌نگاری در صنعت پورنوگرافی آشنا شد و شروع به نوشتن یک کتاب کرد که تبدیل به یک تاریخچه برای پورنوگرافی شود.
در ژانویه سال ۱۹۹۶، پس از تحقیق در مورد پورنو برای یک سال، فیلم «چیزی که زن‌ها می‌خواهند» را ساخت. سپس در سال ۱۹۹۷، سایت اینترنتی شایعه پراکنی پورنوگرافی خود، LukeFord.com را ایجاد کرد.